# コート・デュ・リュベロン
コート＝デュ＝リュベロン(Côtes du Luberon)は、フランス南東部プロヴァンス＝アルプ＝コート・ダジュール地域圏ヴォクリューズ県南東部の、アプトなど37ヶ村で構成されるローヌワインの生産地で、AOCに指定されている。
4200haにのぼる広大な生産地で、1988年にVDQSワインからAOCワインに昇格した。
カラヴォン川を境に北接するヴァントゥー地区とワインのタイプは似ており、赤が全体の3分の2，ロゼが2割、白が13％造られている。
赤ワインには、最近しっかりした作りのものも出てきているが、全体に軽くフレッシュな味わいのものが多く、デイリーワインとして買われることが多い。